# Microrregión del Litoral de Aracati
La microrregión del Litoral de Aracati es una de las  microrregiones del estado brasileño del Ceará perteneciente a la mesorregión  Jaguaribe. Su población fue estimada en 2005 por el IBGE en 107.587 habitantes y está dividida en cuatro municipios. Posee un área total de 2.147,556 km².

## Municipios
- Aracati
- Fortín
- Icapuí
- Itaiçaba

- Datos: Q2539691